# 克洛諾斯山
67°18′S 50°3′E / 67.300°S 50.050°E
克洛諾斯山是南極洲的山峰，位於阿蒙森灣以南15公里和雷弗倫斯峰西南面17公里，海拔高度900米，該山峰在1956年10月由澳大利亞的探險隊發現。